# Advanced Mortar System
Pour les articles homonymes, voir AMOS.

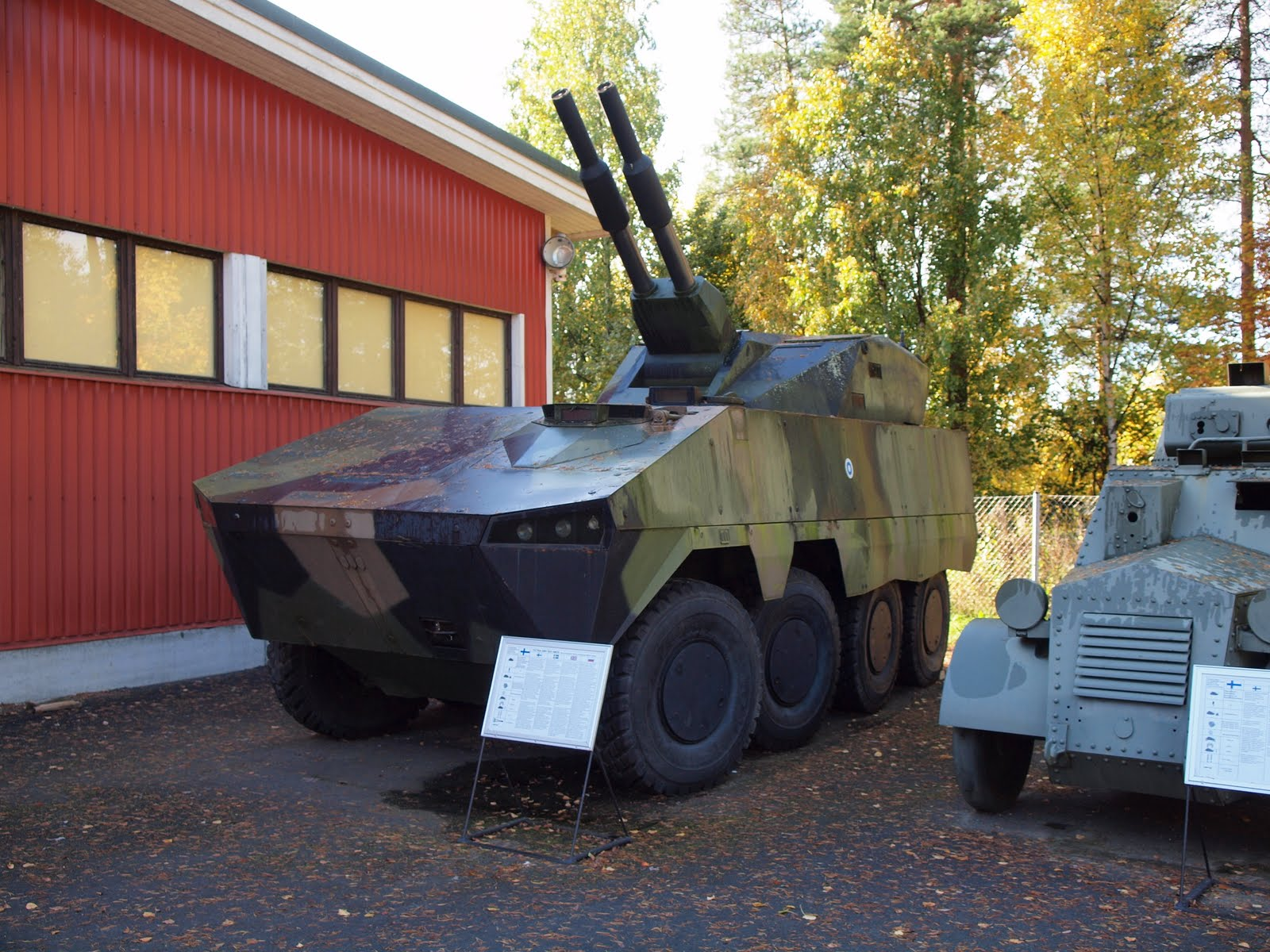
Maquette du mortier AMOS sur châssis Patria AMV au Parola Tank Museum.

Advanced Mortar System ou AMOS est un mortier bitube de calibre 120 mm. Mis au point par la Finlande et la Suède dans les années 2000, il tire des munitions dites intelligentes à guidage infrarouge. Il a été conçu pour attaquer les chars par le dessus.

## Développement
Les mortiers de 81 mm ou 120 mm servis par l'infanterie ne sont pas protégés et donc plus vulnérables. De plus, les pièces sont souvent tractées, nécessitant un délai de mise en batterie. L'AMOS est développé dans les années 1990 et permet le tir de mortier depuis un véhicule blindé.

## Caractéristiques
L'AMOS dispose de deux tubes de 120 mm à âme lisse. LE chargeur automatique est chargé avec trente obus dans la tourelle, quatorze obus supplémentaires sont stockés en-dessous.
L'angle de tir est compris entre -3 et +85°.

## Mortier automoteur
Il est portable sur plusieurs véhicules mortier automoteur, dont le Patria AMV et le Combat Vehicle 90, également sous une forme monotube en prenant le nom de Patria NEMO.

## Utilisateurs
Il est commandé sous le nom de CV90120 Mjöllnir à 40 unités en décembre 2016 par la Suède pour 575 millions de couronnes suédoises (60 millions d'euros) pour équiper 5 bataillons mécanisés. Les livraisons auront lieu en 2019.

## Galerie d'images

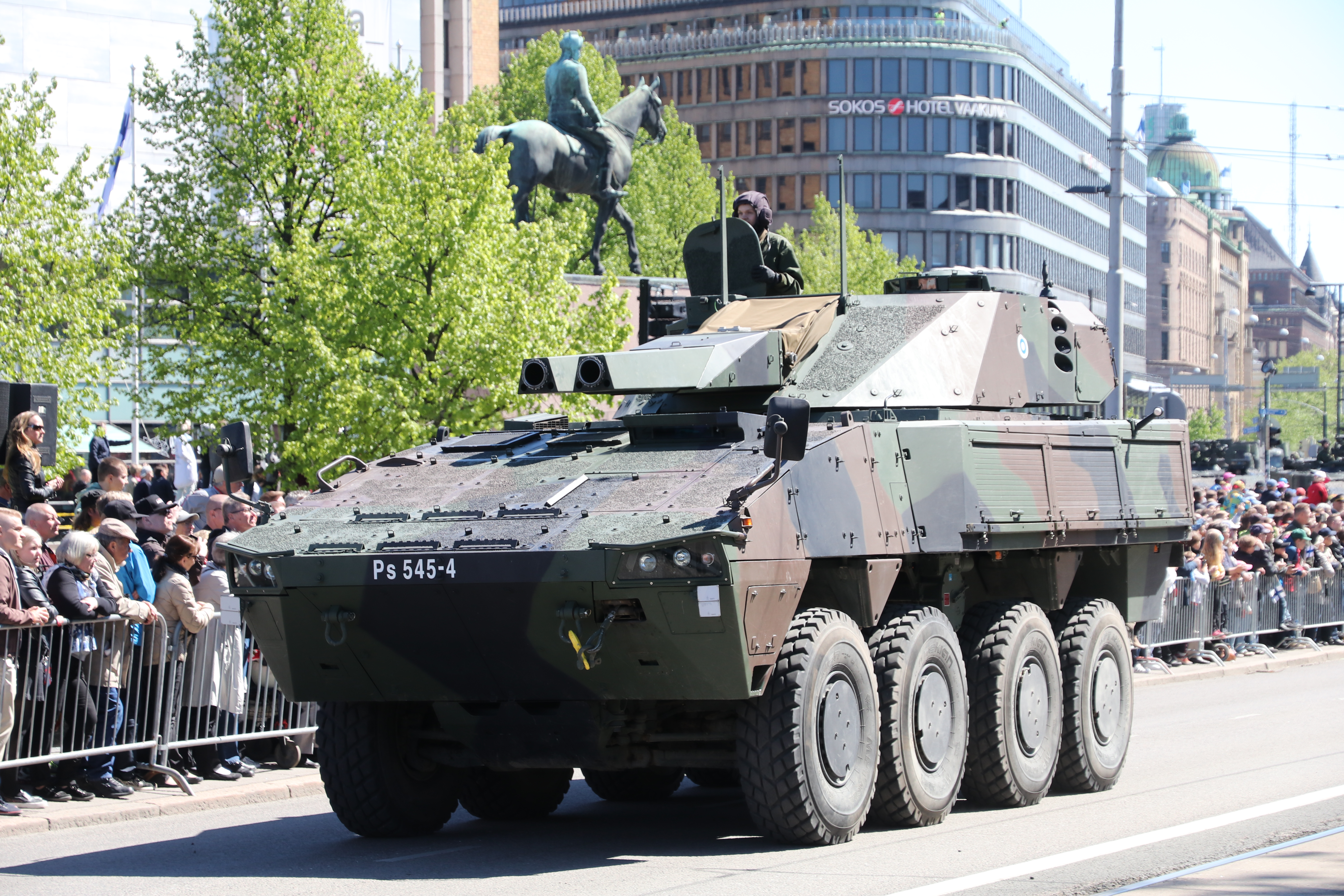
AMOS bitube
Système MRSI (multiple rounds simultaneous impact)
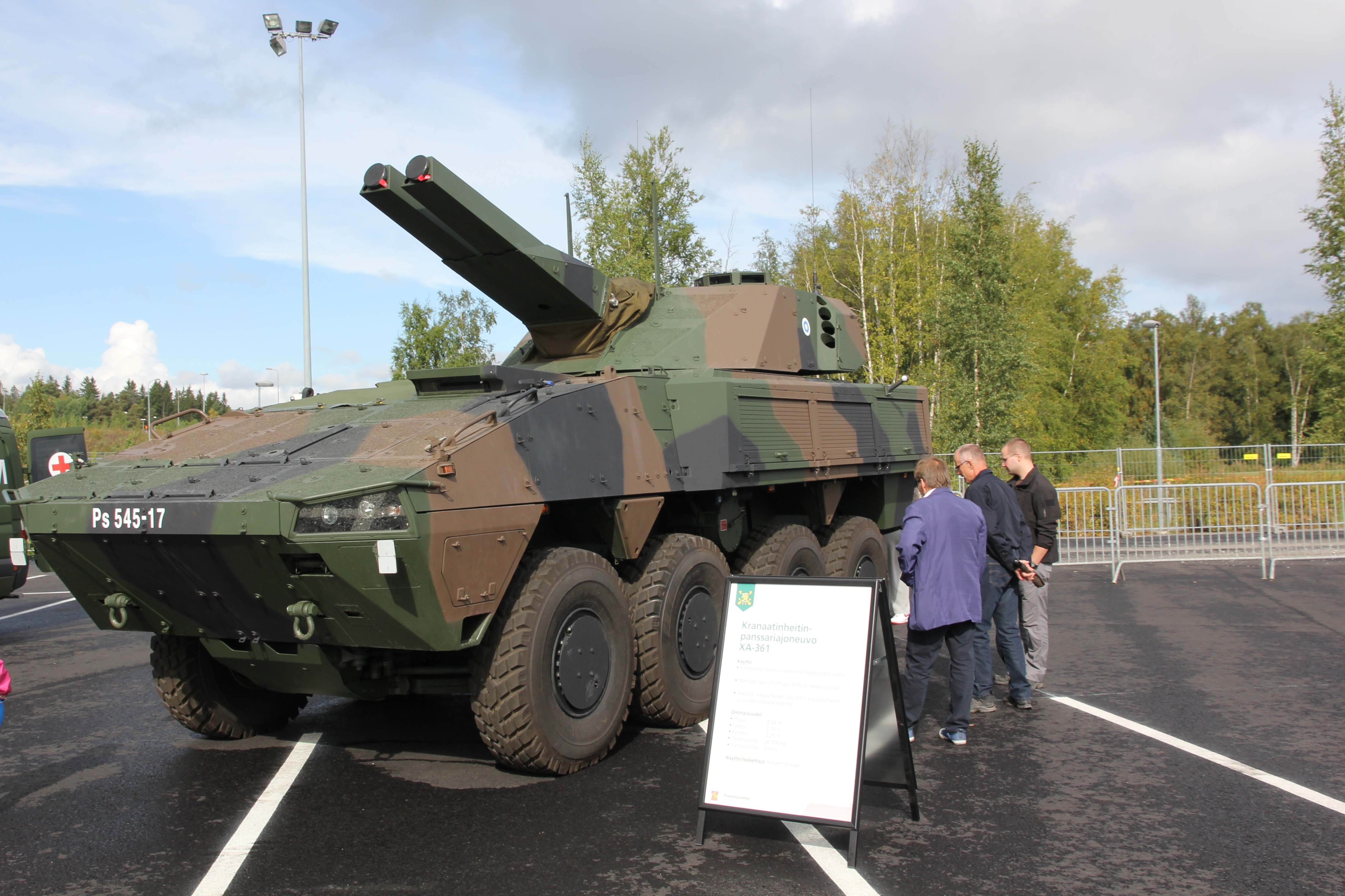
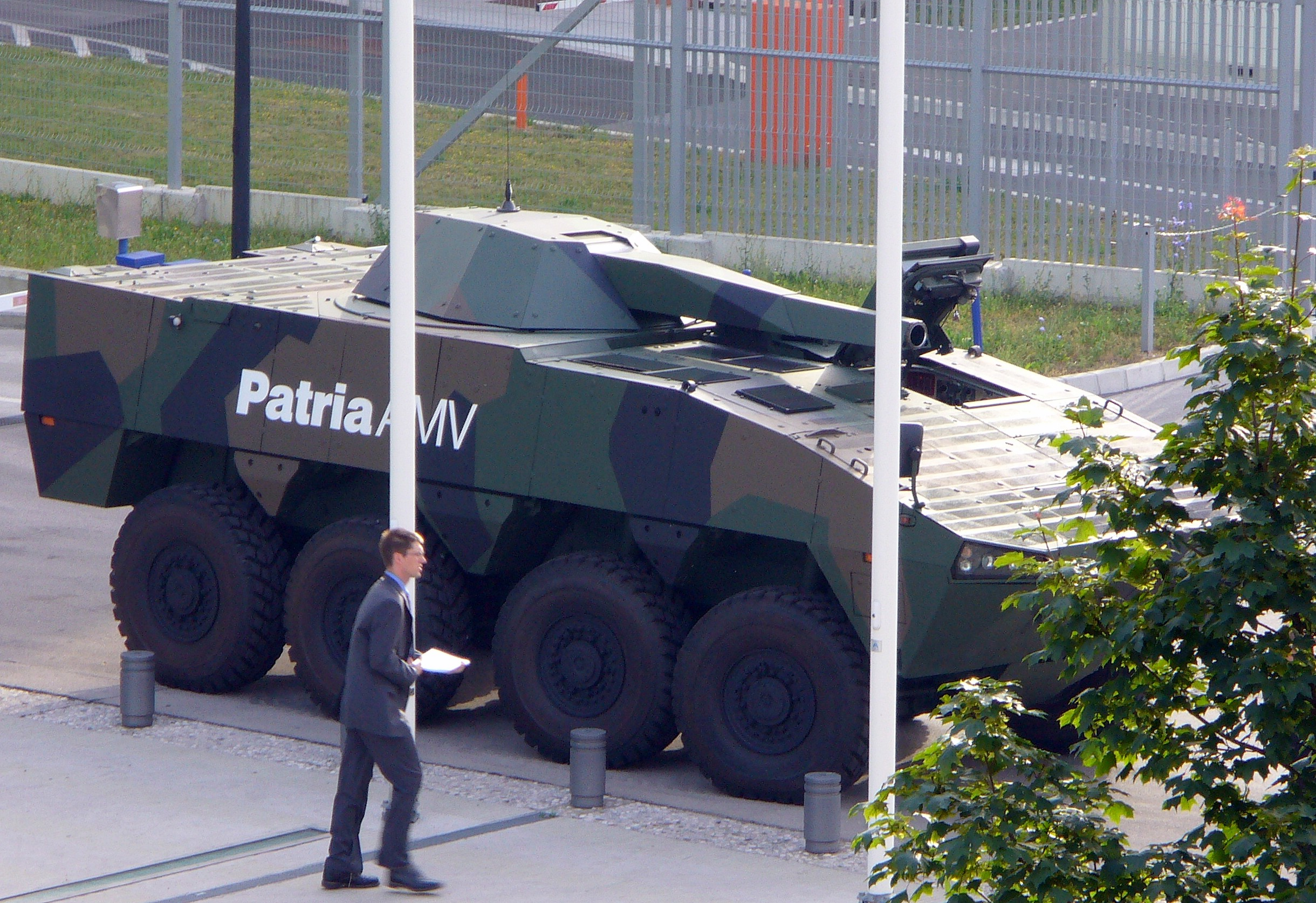
Patria NEMO, évolution simplifiée monotube de l'AMOS.